# De Morgen

Logo in 2012

Logo in 2007

Logo in 2005

De Morgen is een Belgisch Nederlandstalig dagblad, uitgegeven door DPG Media. De titel bestaat sinds 1978 en was oorspronkelijk de opvolger van de socialistische bladen Volksgazet en Vooruit. Na de commerciële overname in 1989 profileerde De Morgen zich als een links-liberale kwaliteitskrant voor de ontzuilde generatie.

## Geschiedenis
De krant ontstond in 1978 als voortzetting van de opgedoekte socialistische partijkranten Volksgazet en Vooruit. De eerste hoofdredacteur was voormalig studentenleider en journalist Paul Goossens. De Morgen kreeg al vroeg een redactiestatuut, wat in de toenmalige Belgische dagbladwereld eerder uitzonderlijk was. In 1987 publiceerde de krant artikelen rond fiscale fraude bij het Antwerpse ECC-tennistoernooi. Daarop viel de politie de redactie in Gent binnen, op zoek naar informatie die de herkomst van de bronnen kon bevestigen. Het incident deed de discussie oplaaien rond het beroepsgeheim van de Belgische journalistiek.
De nieuwe krant was onderdeel van de socialistische beweging. Een groeiende politieke verwijdering deed die geldstroom opdrogen. Directeur Luc Wallyn, aangesteld in 1981, nam het ook kwalijk dat Goossens bedrijven benaderde om financiële steun. Socialistische kopstukken beslisten om geen verdere kapitaalverhoging toe te staan en de boeken neer te leggen. De redactie, pas ingelicht daags vóór de faillissementsaangifte, bracht op 31 oktober 1986 toch een krant uit getiteld De Moord. Een reddingsoperatie gedragen door de lezers en door journalistenvereniging De Onafhankelijke Pers (DOP) bood enkele jaren soelaas. Met nieuwe financiële moeilijkheden in het verschiet werd de krant in 1989 overgenomen door de Uitgeverij J. Hoste, die onder andere de – van oorsprong liberale – kranten Het Laatste Nieuws en De Nieuwe Gazet uitgaf. Deze uitgeverij, omgedoopt tot De Persgroep, is sindsdien uitgegroeid tot een van de grotere media-spelers in België en in Nederland.
In 1994 werd Yves Desmet hoofdredacteur. Hij bouwde De Morgen verder uit als alternatief voor de oudere kwaliteitskranten De Standaard, met wortels in de Vlaamse Beweging en eerder conservatief-katholiek, en De Tijd, van oorsprong de Vlaamse beurskrant, waarin De Persgroep sinds 2005 voor 50% participeert. Desmet maakte komaf met de oude tegenstellingen zoals klerikaal-antiklerikaal of socialistisch-liberaal. Mede hierdoor is de Vlaamse pers zich onafhankelijker gaan gedragen ten opzichte van de politieke machtscentra en de gevestigde ideologieën. Uiteenlopende meningen kregen ruimte in de opiniepagina's: Bart De Wever, voorzitter van de Nieuw-Vlaamse Alliantie, Hilde Kieboom, voorzitster van de christelijke Gemeenschap Sant'Egidio België, Dirk Verhofstadt van de denktank Liberales, Jos Geysels, voormalig politiek secretaris van de groene partij Agalev en van vele andere Vlamingen of Nederlanders.
In 2006 bundelde De Persgroep zijn druk- en internetactiviteiten in het nieuwe bedrijfsonderdeel Persgroep Publishing, waardoor het management meer invloed kreeg op de redacties. Er kwam een synergie binnen De Persgroep waardoor basisnieuws wordt gedeeld met De Tijd en Het Laatste Nieuws. In maart 2007 werd Klaus Van Isacker benoemd tot algemeen hoofdredacteur waardoor Desmet gedegradeerd werd tot achtereenvolgens politiek hoofdredacteur en commentator. Tegen het advies van de redactieraad in stelde Van Isacker Bart Van Doorne aan als hoofdredacteur. Op 19 mei 2009 verscheen de krant niet door een personeelsstaking uit protest tegen een lijst van 13 werknemers die werden ontslagen. Op 14 oktober 2009 hebben enkele ontslagen journalisten een nieuwswebsite opgericht die zou uitgroeien tot Apache.be. In oktober 2010 maakte Van Isacker bekend dat hij de krant zou verlaten waarop Wouter Verschelden cohoofdredacteur werd met Bart Van Doorne. In januari 2011 ging Van Doorne elders aan de slag binnen de mediagroep waardoor Verschelden de enige hoofdredacteur werd tot hij op 9 november 2012 'in onderling overleg' werd vervangen door Yves Desmet.
Desmet kreeg Brecht Decaestecker als adjunct-hoofdredacteur en later ook Lisbeth Imbo. Daarop trop Decaestecker zich terug om de digitale tak van de krant te leiden. In 2014 besliste Desmet om zich te beperken tot de rol van 'opiniërend hoofdredacteur' waarop Imbo versterking kreeg van An Goovaerts. In april 2016 stopte Imbo als hoofdredacteur. In september 2016 kreeg Goovaerts versterking van opiniërend hoofdredacteur Bart Eeckhout, tot dan vast journalist en politiek commentator. In 2022 werd Eeckhout opgevolgd door Remy Amkreutz. 

## Hoofdredacteurs
| Naam                                  | Periode    | Opmerkingen                                                                                          |
| ------------------------------------- | ---------- | --- |
| Paul Goossens                         | 1978–1991  | |
| Piet Piryns                           | 1991–1992  | |
| Walter De Bock                        | 1992–1994  | onderzoeksjournalist en hoofdredacteur ad interim                                                    |
| Yves Desmet                           | 1994–2001  | |
| Rudy Collier                          | 2001–2005  | Yves Desmet is politiek hoofdredacteur                                                               |
| Yves Desmet en Peter Mijlemans        | 2006–2007  | |
| Klaus Van Isacker en Peter Mijlemans  | 2007–2008  | |
| Klaus Van Isacker en Bart Van Doorne  | 2008–2010  | |
| Wouter Verschelden en Bart Van Doorne | 2010–2011  | |
| Wouter Verschelden                    | 2011–2012  | |
| Yves Desmet                           | 2012–2014  | |
| Lisbeth Imbo en An Goovaerts          | 2014–2016  | |
| An Goovaerts                          | 2016       | april – september 2016                                                                               |
| An Goovaerts en Bart Eeckhout         | 2016–2018  | Eeckhout trad in september 2016 aan als opiniërend hoofdredacteur                                    |
| Kirsten Bertrand en Bart Eeckhout     | 2018–2021  | Bertrand trad in oktober 2018 aan als hoofdredacteur na het vertrek van An Goovaerts naar VTM Nieuws |
| Bart Eeckhout                         | 2021–2022  | Bertrand verliet DPG in 2022.                                                                        |
| Remy Amkreutz                         | 2022–heden | Eeckhout werd senior writer.                                                                         |

## Medewerkers
- Paul Baeten Gronda, schrijver en voormalig columnist
- Benno Barnard, dichter, essayist, toneelschrijver, reisschrijver, vertaler en voormalig columnist
- Eric Bracke, journalist en auteur
- Siegfried Bracke, voormalig journalist, gewezen politicus voor N-VA, voormalig columnist
- Geert Buelens, dichter, essayist, hoogleraar Moderne Nederlandse Letterkunde en voormalig columnist
- Hugo Camps, journalist, auteur en columnist
- Mark Coenen, adviseur en opleidingshoofd van de Hasseltse Hogeschool PXL en columnist
- Frederik De Backer, eindredacteur en columnist
- Heleen Debruyne, schrijfster en columnist
- Joël De Ceulaer, senior writer en columnist
- Saskia De Coster, auteur en columnist
- Ann De Craemer, schrijfster en taalcolumniste
- Paul De Grauwe, professor aan de London School of Economics, voormalig VLD-senator en columnist
- Carl Devos, politicoloog en voormalig columnist
- Marc Didden, filmmaker en columnist
- Luuk Gruwez, dichter, prozaïst, essayist en columnist
- Derk Jan Eppink, journalist, voormalig Europees parlementslid, medewerker denktank London Policy Center in New York en columnist
- Guido Everaert, blogger en columnist
- Alain Gerlache, gewezen Waals journalist, gewezen woordvoerder premier Verhofstadt (Open VLD), voormalig directeur RTBf-televisie, columnist
- Sammy Mahdi, voorzitter CD&V en columnist
- Zak, cartoonist
- Montasser AlDe'emeh, auteur, academicus en freelance-journalist
- Yasmien Naciri, marketeer, opiniemaker en columnist
- Cathérine Ongenae, freelance journalist en columniste
- Jeroen Olyslaegers, auteur en columnist
- Joachim Pohlmann, woordvoerder van Bart De Wever (N-VA), schrijver en columnist
- Halina Reijn, actrice en gewezen columniste
- Eric Rinckhout, auteur en tot 2015 cultuurredacteur
- Matthias Somers, medewerker denktank Minerva en columnist
- Guillaume Van der Stighelen, auteur en columnist
- Zaza, cartoonist
- Margot Vanderstraeten, schrijver, journalist en columnist
- Hans Vandeweghe, sportjournalist en columnist
- Anaïs Van Ertvelde, historica en columniste
- Aurélie Geurts, fotograaf
- Stephan Vanfleteren, voormalig huisfotograaf
- Hilde Van Mieghem, acteur, regisseur, auteur en columniste
- Walter Zinzen, journalist op rust, opiniemaker en columnist

## Oplage en vormgeving

### Oplage
| Naam           | 1989       | 1995       | 1999   | 2000   | 2001   | 2002   | 2003   | 2004   | 2005   | 2006   |
| -------------- | ---------- | ---------- | ------ | ------ | ------ | ------ | ------ | ------ | ------ | ------ |
| Oplage - Print | ca. 20.000 | ca. 50.000 | 64.397 | 66.967 | 67.076 | 68.395 | 69.146 | 70.807 | 69.351 | 68.618 |

- 1982: oplage 39.000[11][bron?]
- 1984: verkoop abonnementen en losse verkoop 2de kwartaal 34.640[11]
- 1985: verkoop abonnementen en losse verkoop 2de kwartaal 36.215[11]

| Naam               | 2007   | 2008   | 2009   | 2010   | 2011   | 2012   | 2013   | 2014   | 2015   |
| ------------------ | ------ | ------ | ------ | ------ | ------ | ------ | ------ | ------ | ------ |
| Oplage - Print     | 73.784 | 79.724 | 74.388 | 71.073 | 68.815 | 66.055 | 64.512 | 57.487 | 51.915 |
| Verkoop - Print    | 56.145 | 57.287 | 55.355 | 54.829 | 52.715 | 52.033 | 50.738 | 45.789 | 40.488 |
| Verkoop - Digitaal | 0      | 0      | 0      | 0      | 875    | 1.119  | 2.678  | 7.648  | 14.394 |
| Verkoop - Totaal   | 56.145 | 57.287 | 55.355 | 54.829 | 53.590 | 53.152 | 53.416 | 53.437 | 54.882 |

Bron: cijfers verklaard op erewoord.

### Vormgeving
In 2004 werd de krant gelauwerd als Europe's Best Designed Newspaper in de categorie nationaal nieuwsmedium. In april 2006 kwam er een nieuwe vormgeving in het berlinerformaat, waarmee de krant diezelfde prijs in november opnieuw wegkaapte. In 2015 kreeg de krant deze prijs nogmaals en werd zij daarnaast ook door The Society of News Design geprezen als World's best designed newspaper.
Vanaf 29 maart 2022 wijzigde de krant haar formaat van berliner naar tabloid, en werd ze niet meer gedrukt in Lokeren, maar wel in Eindhoven.

## Locaties
Aanvankelijk werd De Morgen gemaakt vanuit de vroegere lokalen van de Vooruit in Gent en was er ook een redactie in Antwerpen. Al snel volgde een verhuizing naar de hoofdstad: lange tijd was de krant gevestigd in Anderlecht (Brogniezstraat 54) en van 2003 tot 2013 in de vijfhoek (Arduinkaai 29). Dan werd de redactie samengebracht met de andere uitgaven van DPG Media in Kobbegem. Midden 2019 worden de schriftelijke en audiovisuele redacties van de groep geconcentreerd in een nieuw gebouw te Antwerpen, aan een deel van het Kievitplein dat wordt omgedoopt tot Mediaplein.